# 趙朴
趙 朴（ちょう ぼく、1109年 - 1123年）は、北宋の徽宗の第13皇子。

## 経歴
徳妃喬氏（後に貴妃を授された）の四男として大観3年5月（西暦では1109年）に生まれた。同年8月、雍国公の位を授けられた。宣和5年（1123年）2月、華原郡王の位を加授けられたが、間もなく死去した。儀王を追贈された。

## 家族
- 婚約者：陸正姑 - 「望門寡」という寡居生活を送っていた。靖康の変後、金に連行され、斡本（海陵王の父）の側室となった。

## 伝記資料
- 『靖康稗史箋證』
- 『宋会要輯稿』
- 『皇子朴特授依前検校太保、静難軍節度使、開府儀同三司、進華原郡王加食邑食実封制冠礼』